# Harry’s House
A Harry’s House Harry Styles brit énekes harmadik stúdióalbuma, amely 2022. május 20-án jelent meg a Columbia Records és az Erskine Records kiadókon keresztül. 2020–2021-ben vették fel, Styles legönelemzőbb lemezének nevezték. Az albumot az 1970-es évek japán city popja inspirálta, stílusát tekintve szintipop, R&B, new wave és pop-funk.
Styles pályafutásának legjobb nyitóhetét mutatta fel, az Egyesült Királyságban az év legkeresettebb albuma volt, az első hetében 113 ezer példányt adtak belőle. Első volt a Billboard 200 slágerlistán, több, mint 521 ezer albummal egyenértékű egységet adtak el belőle, amely 2022 legnagyobb nyitóhete volt az országban. Az album 27 országban lett listavezető, többek között Ausztráliában, Belgiumban, Kanadában, Hollandiában Magyarországon és Németországban is.
A lemezt méltatták a zenekritikusok. Az albumról négy kislemez, az As It Was, a Late Night Talking, a Music for a Sushi Restaurant és a Satellite jelent meg. Az első a brit és az amerikai slágerlisták élén debütált, mindkét országban az előadó második listavezető kislemezeként. 2024-ig a Billboard Hot 100 történetének leghosszabb ideig listavezető szólódala volt. Az As It Was mellett a Hot 100 első tíz helyén szerepelt még a Late Night Talking, a Music for a Sushi Restaurant és a Matilda is, amellyel Styles az első brit előadó lett, akinek egyszerre négy dala volt a lista top 10-ében. Több év végi ranglistán is helyet kapott, a Rolling Stone 2023-as Minden idők 500 legjobb albuma listáján 491. lett. Három Grammy-díjat nyert el a lemez, az Év albuma, a Legjobb popalbum és a Legjobban mérnökölt nem klasszikus album kategóriákban.

## Háttér
2022 első heteiben az énekes egy TikTok-fiókon keresztül jelentette be, hogy elkezdett dolgozni új albumán, amely az otthon témája köré épül. Harry Styles 2022. március 23-án, Instagramján keresztül jelentette be, hogy május 20-án fog megjelenni harmadik stúdióalbuma, a Harry’s House. A cím és a dátum bejelentésével együtt kiadott egy 40 másodperces videót és az album borítóját. A videóban Styles látható, ahogy egy színpadon áll, mögötte egy házzal. A lemezen 13 dal lesz. Joni Mitchell, akinek 1975-ös The Hissing of Summer Lawns lemezén szerepel a Harry’s House / Centerpiece című dal, azt mondta, hogy „imádta” az album címét. A bejelentés után Styles létrehozott egy interaktív Twitter-fiókot, amelyen olyan szövegek olvashatóak, mint „otthon vagy” és „ebben a világban csak mi vagyunk, tudod, hogy nem ugyanolyan, mint volt.”
Styles egy interjúban elmondta, hogy hogyan találta ki az album címét: „Az album Hosono Haruomiról kapta a nevét, neki volt egy albuma a 70-es években, aminek Hosono’s House volt a címe és abban az időszakban Japánban voltam; Hallottam az albumot és úgy voltam vele, hogy ’Imádom. Nagyon érdekes lenne készíteni egy albumot Harry’s House címmel.’”

## Népszerűsítés
Styles az album címét 2022. március 23-án jelentette be, bemutatva annak borítóját, és egy 40 másodperces előzetest, amely megerősítette, hogy a lemez május 20-án fog megjelenni. Az előzetesben Styles mosolyogva áll egy színház színpadján, miközben egy ház boltozata felemelkedik mellette, illetve – mint az később kiderült – a Love of My Life hallható visszafele lejátszva. Joni Mitchell, akinek 1975-ben megjelent The Hissing of Summer Lawns albumán szerepelt a Harry’s House / Centerpiece dal, Twitteren azt írta, hogy nagyon tetszett neki a cím. A lemez bejelentése után Styles létrehozott egy új interaktív weboldalt és egy Twitter-fiókot. Az album május 20-án jelent meg az Erskine és a Columbia Records kiadókon keresztül.
2022. április 15-én a Coachella Fesztiválon Styles előadta az As It Was-t, először koncerten, két még kiadatlan dal, a Boyfriends és a Late Night Talking mellett. A teljes album kiszivárgott az interneten, Styles több korábban felvett dalával együtt, 2022. április 21-én.
2022. május 26-án a The Late Late Show with James Corden műsorán Styles és Corden leforgattak egy videóklipet a Daylight dalhoz egy rajongó lakásában. Ez 2022. május 28-án jelent meg.

### Kislemezek
Az első kiadott kislemez az albumról az As It Was volt 2022. április 1-én, egy videóklipel együtt. Az Egyesült Államokban és az Egyesült Királyságban is a slágerlisták élén debütált.
A Late Night Talking 2022. június 21-én jelent meg az album második kislemezeként, több országban is a slágerlisták első öt helyén szerepelt. Ezt a Music for a Sushi Restaurant követte október 3-án, legsikeresebb eladási heteit viszont még az album kiadása után érte el. A Satellite volt az album utolsó kislemeze, 2023. május 3-án, egy videóklipel együtt.

## Kritika
A Metacritic weboldalon a Harry’s House 84 pontot kapott a lehetséges 100-ból, amely alapján a kritikusok között széles körben méltatott és elismert albumok közé tartozik. Alexis Petridis (The Guardian) az írta, hogy a lemez „teljesíti az elvárások nagy részét és kiadósan bájos, amely tökéletesen bemutatja a popsztárt, aki készítette.” Emma Swann, a DIY szerzője úgy érezte, hogy ugyan Styles „felfedez élénk költői képeket” és „elferdíti” az album narratíváját, egyáltalán nem fél attól, hogy „második legyen a dal mögött; valami, amit sokaknak sokkal több időbe telt megtanulni.” Nicholas Hautman (Page Six) a lemezt Styles eddigi legnagyobb zenei váltásának nevezte, azt írva, hogy az előadó „egy 21. századi rockisten, akinek nem kell megfelelnie senkinek.” Maura Jonhston (Entertainment Weekly) is úgy érezte, hogy Styles „összerakott egy nagyon erős albumot, még azok a pillanatok is, amelyek kevésbé tehetséges popsztároknak kellemetlenek lennének, kiérdemeltnek tűnnek.” Catherine Walthall (American Songwriter) a Page Six szerzőjéhez hasonlóan kiemelte az evolúciót az album hangzásában. Walthall ezek mellett kiemelte John Mayer gitárjátékát is a lemezen.
Ugyan kedvelte az albumot és kiemelte több pozitív oldalát is, Thomas Bedenbaugh (Slant Magazine) azt írta, hogy „Ugyan jó hallani, hogy Styles sokkal inkább kortárs stílusokat is kipróbál, ezek az elemek gyakran alulfejlett, mintha csak összedobták volna az album keverésének idején.” Ezek mellett megjegyezte, hogy az albumon Styles „bebetonozza státuszát, mint a zene fő érzékeny és szégyenlős fiúja, de elkezd elég magabiztos lenni, hogy elkezdjen ellentmondani a pop kifejezésmódnak, amelynek a része.”

### Ranglisták
| Magazin              | Lista címe                                   | Helyezés | For.   |
| -------------------- | -------------------------------------------- | -------- | ------ |
| Robert Christgau     | 2022                                         | 12       | [ 32 ] |
| Billboard            | 2022 50 legjobb albuma: szerkesztőségi lista | 6        | [ 33 ] |
| Consequence of Sound | 2022 50 legjobb albuma                       | 19       | [ 34 ] |
| NME                  | 2022 50 legjobb albuma                       | 16       | [ 35 ] |
| People               | PEOPLE: Az év tíz legjobb albuma             | 7        | [ 36 ] |
| Rolling Stone        | 2022 100 legjobb albuma                      | 5        | [ 37 ] |
| Rolling Stone        | Minden idők 500 legjobb albuma               | 491      | [ 38 ] |
| The Guardian         | 2022 50 legjobb albuma                       | 12       | [ 39 ] |
| The Telegraph        | 2022 50 legjobb – és legrosszabb – albuma    | 5        | [ 40 ] |
| The Times            | Rangsorolva: 2022 25 legjobb albuma          | 9        | [ 41 ] |
| USA Today            | A USA Today 2022 10 legjobb albuma           | 1        | [ 42 ] |

## Díjak és jelölések
| Díjátadó                        | Év   | Kategória                                                    | Eredmény | For.   |
| ------------------------------- | ---- | ------------------------------------------------------------ | -------- | ------ |
| American Music Awards           | 2022 | Kedvenc popalbum                                             | Jelölve  | [ 43 ] |
| ARIA Music Awards               | 2022 | Legjobb nemzetközi előadó                                    | Elnyerte | [ 44 ] |
| Capricho Awards                 | 2022 | Az év albuma                                                 | Jelölve  | [ 45 ] |
| Danish Music Awards             | 2022 | Az év nemzetközi albuma                                      | Jelölve  | [ 46 ] |
| LOS40 Music Awards              | 2022 | Legjobb nemzetközi album                                     | Elnyerte | [ 47 ] |
| Mercury-díj                     | 2022 | Az év albuma                                                 | Jelölve  | [ 48 ] |
| MTV Video Music Awards          | 2022 | Az év albuma                                                 | Elnyerte | [ 49 ] |
| People’s Choice Awards          | 2022 | 2022 albuma                                                  | Jelölve  | [ 50 ] |
| Brit Awards                     | 2023 | Az év brit albuma                                            | Elnyerte | [ 51 ] |
| Fonogram-díj                    | 2023 | Az év külföldi klasszikus pop-rock albuma vagy hangfelvétele | Jelölve  | [ 52 ] |
| Gaffa Awards                    | 2023 | Az év nemzetközi albuma                                      | Elnyerte | [ 53 ] |
| Grammy-díj                      | 2023 | Az év albuma                                                 | Elnyerte | [ 54 ] |
| Grammy-díj                      | 2023 | Legjobb popalbum                                             | Elnyerte | [ 54 ] |
| Grammy-díj                      | 2023 | Legjobban mérnökölt nem klasszikus album                     | Elnyerte | [ 55 ] |
| Juno Awards                     | 2023 | Az év nemzetközi albuma                                      | Elnyerte | [ 56 ] |
| Music Producers Guild Awards    | 2023 | Az év brit albuma                                            | Elnyerte | [ 57 ] |
| Nickelodeon Kids’ Choice Awards | 2023 | Kedvenc album                                                | Jelölve  | [ 58 ] |
| Premios Odeón                   | 2023 | Legjobb nemzetközi album                                     | Elnyerte | [ 59 ] |
| SEC Awards                      | 2023 | Az év legjobb nemzetközi albuma/EP-je                        | Jelölve  | [ 60 ] |
| Swiss Music Awards              | 2023 | Legjobb nemzetközi szólóelőadó                               | Elnyerte | [ 61 ] |
| Žebřík Music Awards             | 2023 | Legjobb nemzetközi album                                     | Elnyerte | [ 62 ] |

## Számlista
| Harry's House | Harry's House                | Harry's House                                                                       | Harry's House               | Harry's House | Harry's House | Harry's House | Harry's House | Harry's House | Harry's House |
|               | Cím                          | Szerző(k)                                                                           | Producer(ek)                | Hossz         |               |               |               |               |               |
| ------------- | ---------------------------- | ----------------------------------------------------------------------------------- | --------------------------- | ------------- | ------------- | ------------- | ------------- | ------------- | ------------- |
| 1.            | Music for a Sushi Restaurant | Harry Styles Thomas Hull Tyler Johnson Mitch Rowland                                | Kid Harpoon Johnson         | 3:02          |               |               |               |               |               |
| 2.            | Late Night Talking           | Styles Hull                                                                         | Harpoon Johnson             | 3:08          |               |               |               |               |               |
| 3.            | Grapejuice                   | Styles Hull Johnson                                                                 | Harpoon Johnson             | 3:12          |               |               |               |               |               |
| 4.            | As It Was                    | Styles Hull Johnson                                                                 | Harpoon Johnson             | 2:47          |               |               |               |               |               |
| 5.            | Daylight                     | Styles Hull Johnson                                                                 | Harpoon Johnson             | 2:45          |               |               |               |               |               |
| 6.            | Little Freak                 | Styles Hull                                                                         | Harpoon Johnson             | 3:20          |               |               |               |               |               |
| 7.            | Matilda                      | Styles Amy Allen Hull Johnson                                                       | Harpoon Johnson             | 4:05          |               |               |               |               |               |
| 8.            | Cinema                       | Styles Samuel Witte                                                                 | Harpoon Sammy White Johnson | 4:03          |               |               |               |               |               |
| 9.            | Daydreaming                  | Styles Hull Johnson Louis Johnson Valerie Johnson Alex Weir Quincy Jones Tom Bahler | Harpoon Johnson             | 3:07          |               |               |               |               |               |
| 10.           | Keep Driving                 | Styles Hull Johnson Rowland                                                         | Harpoon Johnson             | 2:19          |               |               |               |               |               |
| 11.           | Satellite                    | Styles Hull Johnson                                                                 | Harpoon Johnson             | 3:37          |               |               |               |               |               |
| 12.           | Boyfriends                   | Styles Tobias Jesso Jr. Hull Johnson                                                | Harpoon Johnson             | 3:12          |               |               |               |               |               |
| 13.           | Love of My Life              | Styles Hull Johnson                                                                 | Harpoon Johnson             | 3:11          |               |               |               |               |               |
| 41:48         |                              |                                                                                     |                             |               |               |               |               |               |               |

Feldolgozott dalok
- Daydreaming: Ain’t We Funkin’ Now, szerezte: Louis Johnson, Valerie Johnson, Alex Weir, Quincy Jones és Tom Bahler, előadta: Brothers Johnson

## Közreműködő előadók
Zenészek
| - Harry Styles – énekes (all tracks), fütyülés (3), harangjáték (4, 10), billentyűk (11) - Alayna Rodgers – háttérénekes (1, 2, 8, 9) - India Boodram – háttérénekes (1, 2, 8, 9) - Mitch Rowland – basszusgitár, ütőhangszerek (1); dobok (4, 10), elektromos gitár (10) - Kid Harpoon – dobgép (1, 2, 4–6, 10, 13), elektromos gitár (1–6, 8–11, 13), szintetizátor (1, 2, 4–6, 8–11, 13), basszusgitár (2–11, 13); programozás, tamburin (2); dobok (3, 4, 8, 9, 11), billentyűk (3, 8, 10), zongora (3, 7), akusztikus gitár (6, 7, 13), ütőhangszerek (8) - Tyler Johnson – dobgép (1, 3–6, 8, 10, 13), elektromos gitár (1, 5, 6), szintetizátor (1, 4–11, 13), háttérénekes (2, 5, 9), programozás (2, 3, 13), kürt (3), billentyűk (3, 9–11), zongora (4, 9, 13), basszusgitár (8, 10, 11), orgona (9, 11) - Ivan Jackson – trombita (1) - Rob Harris – basszusgitár, elektromos gitár (3) - Hal Ritson – programozás (3) | - Jeremy Hatcher – programozás (3–5, 8, 11, 13), elektromos gitár (11) - Richard Adlam – programozás (3) - Doug Showalter – elektromos gitár, ütőhangszerek (4) - Pino Palladino – basszusgitár (6, 9) - Dev Hynes – cselló (7) - Joshua Johnson – szaxofon (7) - John Mayer – elektromos gitár (8, 9) - Sammy Witte – programozás, szintetizátor (8) - Cole Kamen-Green – kürt (9) - Ivan Jackson – kürt (9) - Sarah Jones – ütőhangszerek (10) - Ben Harper – akusztikus gitár, elektromos gitár, slide gitár (12) |

Utómunka
| - Randy Merrill – maszterelés - Spike Stent – keverés - Jeremy Hatcher – hangmérnök - Oli Jacobs – hangmérnök (1, 6, 10) - Hal Ritson – hangmérnök (3) - Richard Adlam – hangmérnök (3) - Sammy Witte – hangmérnök (6, 8) - Nick Lobel – hangmérnök (11), vokál hangmérnök (10) - Joe Dougherty – asszisztens hangmérnök | - Josh Caulder – asszisztens hangmérnök - Matt Wolach – asszisztens hangmérnök - Adele Phillips – asszisztens hangmérnök (1–11, 13) - Luke Gibbs – asszisztens hangmérnök (1–11, 13) - Katie May – asszisztens hangmérnök (1, 3, 4, 6, 8, 10, 13) - Oli Middleton – asszisztens hangmérnök (1, 6, 10) - Garry Purohit – asszisztens hangmérnök (2, 3, 5–7, 9) - Matt Tuggle – asszisztens hangmérnök (6) - Brian Rajartnam – asszisztens hangmérnök (8) |

## Slágerlisták
| Slágerlista (2022)                            | Legmagasabb pozíció |
| --------------------------------------------- | ------------------- |
| Argentína (CAPIF)                             | 1                   |
| Ausztrália (ARIA Top 50 Albums)               | 1                   |
| Ausztria (Ö3 Austria Top 40)                  | 1                   |
| Belgium (Ultratop Flandria)                   | 1                   |
| Belgium (Ultratop Vallónia)                   | 1                   |
| Csehország (ČNS IFPI Albums Top 100)          | 1                   |
| Dánia (Hitlisten Album Top 40)                | 1                   |
| Egyesült Királyság (UK Albums Chart)          | 1                   |
| Egyesült Királyság (Scottish Albums)          | 1                   |
| Finnország (Musiikkituottajat Albumit Top 50) | 1                   |
| Franciaország (SNEP Album Top 100)            | 1                   |
| Görögország (IFPI Greece)                     | 1                   |
| Hollandia (Dutch Charts Album Top 100)        | 1                   |
| Horvátország (HDU International Albums)       | 1                   |
| Izland (Tónlistinn)                           | 1                   |
| Írország (IRMA Top 100 Artist Album)          | 1                   |
| Japán (Oricon)                                | 35                  |
| Japán (Billboard Japan)                       | 43                  |
| Kanada (Billboard Canadian Albums Chart)      | 1                   |
| Lengyelország (ZPAV Album Top 50)             | 1                   |
| Litvánia (AGATA)                              | 1                   |
| Magyarország (MAHASZ Top 40 albumlista)       | 1                   |
| Németország (Offizielle Top 100)              | 1                   |
| Norvégia (VG-lista Album Top 40)              | 1                   |
| Olaszország (FIMI Album Top 20)               | 1                   |
| Portugália (AFP Top 30 Albums)                | 1                   |
| Spanyolország (PROMUSICAE Top 100 Álbumes)    | 1                   |
| Svájc (Schweizer Hitparade Top 100 Albums)    | 1                   |
| Svédország (Sverigetopplistan Top 60 Albums)  | 1                   |
| Uruguay (CUD)                                 | 2                   |
| USA Billboard 200                             | 1                   |
| Új-Zéland (Recorded Music NZ Top 40 Albums)   | 1                   |

| Slágerlista (2022)               | Pozíció |
| -------------------------------- | ------- |
| Ausztrália (ARIA)                | 2       |
| Ausztria (Ö3 Austria)            | 2       |
| Belgium (Ultratop Flanders)      | 3       |
| Belgium (Ultratop Wallonia)      | 13      |
| Dánia (Hitlisten)                | 5       |
| Egyesült Királyság (OCC)         | 1       |
| Franciaország (SNEP)             | 20      |
| Hollandia (Album Top 100)        | 1       |
| Izland (Tónlistinn)              | 2       |
| Kanada (Billboard)               | 6       |
| Litvánia (AGATA)                 | 2       |
| Lengyelország (ZPAV)             | 10      |
| Magyarország (MAHASZ)            | 12      |
| Németország (Offizielle Top 100) | 5       |
| Olaszország (FIMI)               | 13      |
| Portugália (AFP)                 | 1       |
| Spanyolország (PROMUSICAE)       | 4       |
| Svájc (Schweizer Hitparade)      | 6       |
| Svédország (Sverigetopplistan)   | 2       |
| USA Billboard 200                | 7       |
| Új-Zéland (RMNZ)                 | 1       |

| Slágerlista (2023)               | Pozíció |
| -------------------------------- | ------- |
| Ausztrália (ARIA)                | 6       |
| Ausztria (Ö3 Austria)            | 5       |
| Belgium (Ultratop Flanders)      | 5       |
| Belgium (Ultratop Wallonia)      | 34      |
| Dánia (Hitlisten)                | 11      |
| Egyesült Királyság (OCC)         | 5       |
| Franciaország (SNEP)             | 42      |
| Hollandia (Album Top 100)        | 3       |
| Izland (Tónlistinn)              | 10      |
| Kanada (Billboard)               | 12      |
| Lengyelország (ZPAV)             | 36      |
| Magyarország (MAHASZ)            | 36      |
| Németország (Offizielle Top 100) | 23      |
| Olaszország (FIMI)               | 39      |
| Spanyolország (PROMUSICAE)       | 17      |
| Svájc (Schweizer Hitparade)      | 16      |
| Svédország (Sverigetopplistan)   | 19      |
| USA Billboard 200                | 15      |
| Új-Zéland (RMNZ)                 | 4       |

| Slágerlista (2024)               | Pozíció |
| -------------------------------- | ------- |
| Ausztrália (ARIA)                | 61      |
| Belgium (Ultratop Flanders)      | 38      |
| Belgium (Ultratop Wallonia)      | 177     |
| Dánia (Hitlisten)                | 77      |
| Egyesült Királyság (OCC)         | 62      |
| Franciaország (SNEP)             | 145     |
| Hollandia (Album Top 100)        | 31      |
| Izland (Tónlistinn)              | 61      |
| Németország (Offizielle Top 100) | 89      |

## Minősítések
| Régió                                                            | Minősítés  | Eladott példányszám |
| ---------------------------------------------------------------- | ---------- | ------------------- |
| Ausztrália (ARIA)                                                | 2× platina | 140 000‡            |
| Ausztria (IFPI Austria)                                          | arany      | 7 500‡              |
| Brazília (Pro-Música Brasil)                                     | gyémánt    | 160 000‡            |
| Dánia (IFPI Denmark)                                             | 2× platina | 40 000‡             |
| Egyesült Államok (RIAA)                                          | 2× platina | 2 300 000           |
| Egyesült Királyság (BPI)                                         | 2× platina | 600 000‡            |
| Franciaország (SNEP)                                             | 2× platina | 200 000‡            |
| Izland (FHF)                                                     | arany      | 2 500               |
| Kanada (Music Canada)                                            | platina    | 80 000‡             |
| Lengyelország (ZPAV)                                             | 4× platina | 80 000‡             |
| Magyarország (MAHASZ)                                            | 4× platina | 16 000‡             |
| Németország (BVMI)                                               | arany      | 100 000‡            |
| Olaszország (FIMI)                                               | 2× platina | 100 000‡            |
| Portugália (AFP)                                                 | platina    | 15 000^             |
| Spanyolország (PROMUSICAE)                                       | 2× platina | 80 000‡             |
| Svédország (GLF)                                                 | platina    | 30 000‡             |
| Új-Zéland (RMNZ)                                                 | 3× platina | 45 000‡             |
| ‡ Eladási+streaming példányszámok kizárólag a minősítés alapján. |            |                     |

## Kiadások
| Régió       | Dátum           | Formátum                                                    | Kiadó                | For.                                    |
| ----------- | --------------- | ----------------------------------------------------------- | -------------------- | --------------------------------------- |
| Világszerte | 2022. május 20. | - kazetta - CD - digitális letöltés - streaming - hanglemez | - Erskine - Columbia | [ 164 ] [ 165 ] [ 166 ] [ 167 ] [ 168 ] |
| Japán       | 2022. június 8. | CD                                                          | Sony Music Japan     | [ 169 ]                                 |

## Kapcsolódó szócikke
- A Billboard 200 listavezetői 2022-ben
- A Mahasz Top 40 albumlistájának első helyezettjei 2020–2029 között